# Julia Deakin
Pour les articles homonymes, voir Deakin (homonymie).
Julia Deakin (née en 1952) est une actrice britannique.

## Carrière
Au théâtre, Deakin a interprété Madame Sowerberry dans la comédie musicale originale Oliver!. Elle chante la chanson "That's Your Funeral" avec David Delve sur l'album original.
À la télévision, Deakin a joué Stella Tulley dans Side by Side, et Marsha, une propriétaire divorcée, dans la célèbre sitcom britannique Les Allumés, en 1999.
Deakin était auparavant apparue dans la sitcom Oh, Doctor Beeching! (entre 1996 et 1997), où elle jouait le rôle de May Skinner, remplaçant l'actrice Sherrie Hewson. Elle a également eu de nombreux petites rôles à la télévision, dont celui de Jill, une réceptionniste de Pear Tree Productions dans un épisode de la première saison de I'm Alan Partridge, une dominatrice rurale dans Doc Martin (en). Elle a aussi joué dans Inspecteur Barnaby et Coronation Street. Elle est apparue dans la série comique Big Train aux côtés de Simon Pegg et Mark Heap, qui jouaient également dans Les Allumés. Elle joua le Docteur Jean dans Alan une adaptation de Modern Toss.
Elle est apparue à la radio, dans le rôle d'Eva Tattle dans The Maltby Collection. Elle est aussi apparue dans un drama audio Doctor Who, intitulé Terror Firma, pour les productions Big Finish.
Elle a joué le rôle de Madame Daphne Andrews dans Anubis. Son personnage part durant la saison 2. Il a été annoncé qu'elle ne reviendrait pas pour une troisième saison.
Au cinéma, Deakin a joué le rôle de Mary Porter dans Hot Fuzz, de Simon Pegg et Edgar Wright, elle a également fait un caméo dans Shaun of the Dead en 2004. En 2009, elle joue Maggie, une mère habitant Brighton dans Down Terrace, un film de Ben Wheatley.

## Vie privée
Elle est mariée à l'acteur et écrivain Michael Simkins.

## Filmographie

### Télévision
- 1992 : So Haunt Me  : Carole avec un E
- 1994 : Mother's Ruin : Brucella Pashley
- 1996-1997 : Oh Doctor Beeching : May Skinner
- 1997 : Spark : Ursula Craig
- 1997 : I'm Alan Partridge : Jill
- 1999-2001 : Les Allumés : Marsha Klein
- 2006-2011 : Doctors : divers personnages
- 2011-2012 : Anubis : Daphne Andrews
- 2012 : Scott & Bailey : Mary Jackson
- 2013-présent : Big Bad World : Shirley
- 2014-présent : The Midnight Beast : Sylvia
- 2015 : Holby City : Carole Copeland

### Cinéma
- 1985 : Mr. Love : Melanie
- 1990 : Dancin' Thru the Dark : Bernadette King
- 1994 : Staggered : Brenda
- 2000 : Liam : Tata Aggie
- 2002 : Pure : Madame Rawlings
- 2004 : Shaun of the Dead : La mère d'Yvonne
- 2004 : Between Two Women : Alice
- 2007 : Hot Fuzz : Mary Porter
- 2009 : Down Terrace : Maggie
- 2012 : The Sweeney : une vieille femme
- 2013 : Le Dernier Pub avant la fin du monde : B&B Landlady